# Велике повстання сатрапів
Велике повстання сатрапів — повстання в імперії Ахеменідів кількох сатрапів проти влади перського царя Артаксеркса II.

## Історія
Датам, сатрап Каппадокії й талановитий полководець, успадкував сатрапію від свого батька Каміссара після 384 до н. е. Він був шанованим воєначальником, але суперечки, що згодом виникли з царським двором, призвели до його повстання 372 до н. е. Цар наказав сусіднім сатрапам Автофрадату (Лідія) й Артумпарі (Лікія) придушити повстання, утім Датам успішно протистояв їхнім нападам.
Аріобарзан, сатрап Фригії й син правителя Понту, був призначений сатрапом Гелеспонтської Фригії до тих пір, поки Артабаз, законний спадкоємець сатрапії, не зможе зайняти ту посаду. Утім коли Артабаз був готовий узяти сатрапію під своє керівництво, Аріобарзан відмовився це зробити та приєднався до повстання Датама 366 до н. е. Аріобарзан шукав допомоги у сусідніх держав, і він отримав її від спартанського царя Агесілая II. Аріобарзан перебував під облогою карійського правителя Мавсола та Автофрадата, поки Агесілай через перемовини не змусив їх відступити. Аріобарзан був убитий 363 до н. е. в результаті зради його сина Мітридата.
362 року до н. е. повстав сатрап Вірменії Ерванд I, після того як отримав наказ від царя вирушити до Мізії; його благородне походження змусило інших сатрапів визнати його лідером повстання, проте Ерванд за якийсь час дійшов до згоди з перським царем і зрадив інших сатрапів, і повстання невдовзі завершилось поразкою заколотників. Ерванд отримав більшу частину узбережжя Егейського моря, а Датам був убитий після того, як його зять Митробарзан зрадив його. Аріобарзан був також убитий, але інші сатрапи були помилувані після завершення заколоту.